# Ptyas nigromarginata
Espèce
Synonymes
- Coluber nigromarginatus Blyth, 1854
- Ptyas nigromarginatus (Blyth, 1854)
- Zaocys nigromarginatus (Blyth, 1854)

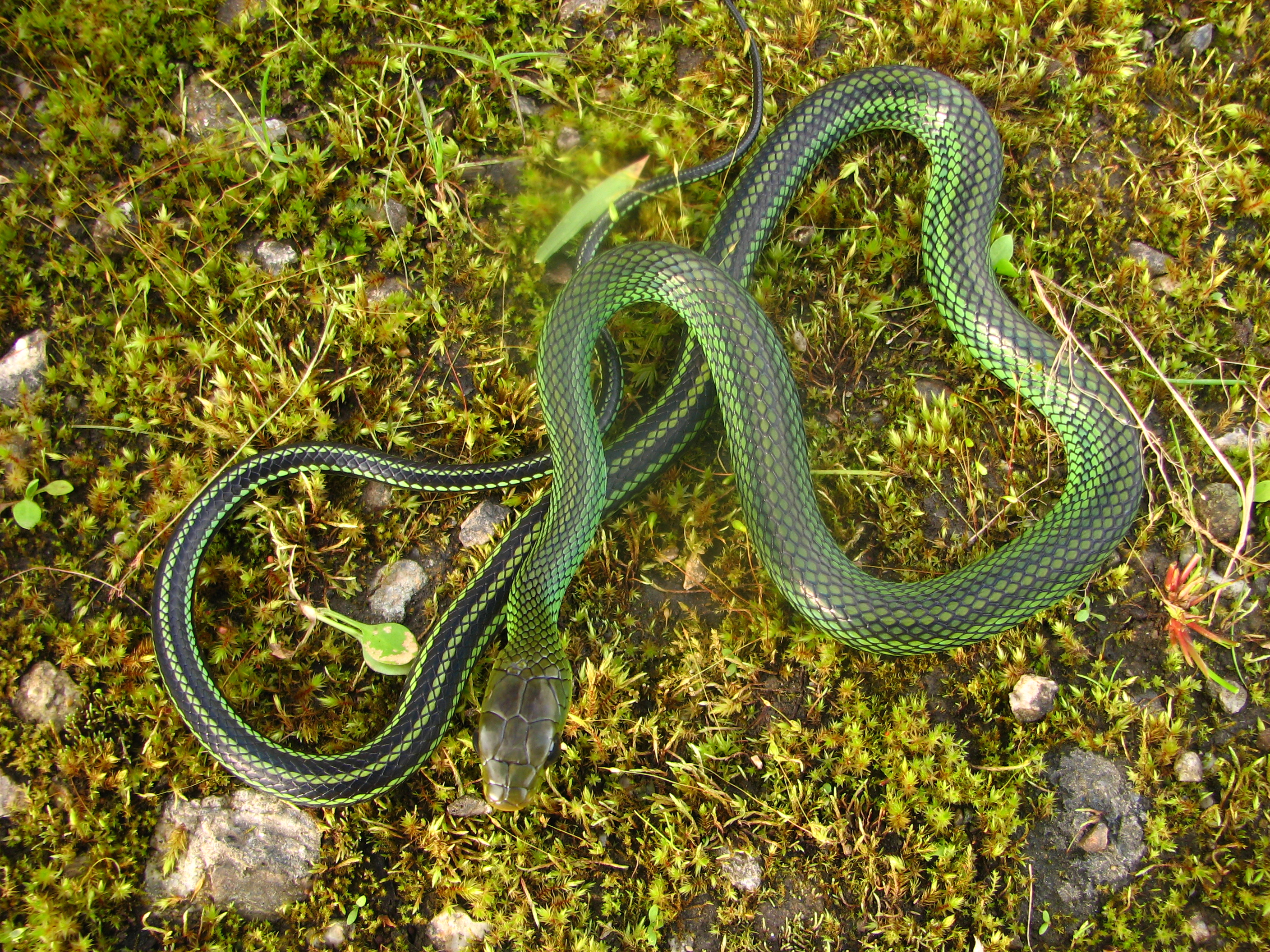
Ptyas nigromarginata

Ptyas nigromarginata  est une espèce de serpents de la famille des Colubridae.

## Répartition
Cette espèce se rencontre :
- en Inde dans les États du Bengale-Occidental, d'Assam et du Sikkim ;
- au Népal ;
- dans le nord de la Birmanie ;
- dans le nord de la Thaïlande ;
- en République populaire de Chine au Yunnan, au Guizhou, au Sichuan et au Tibet.

Sa présence est incertaine dans le nord du Viêt Nam.

## Publication originale
- Blyth, 1855 "1854" : Notices and descriptions of various reptiles, new or little known. Journal of the Asiatic Society of Bengal, vol. 23, p. 287-302 (texte intégral).